# Candida tolerans
Candida tolerans é uma espécie de levedura ascomiceto isolado pela primeira vez de flores de hibisco australiano. É pequeno e um pseudomicélio é formado. O padrão de assimilação de carbono e nitrogênio é semelhante ao de Zygosaccharomyces rouxii. Sua cepa do tipo é UWO (PS) 98-115,5 (CBS 8613).